# Enicospilus luebberti
Enicospilus luebberti là một loài tò vò trong họ Ichneumonidae.